# Latrinálie

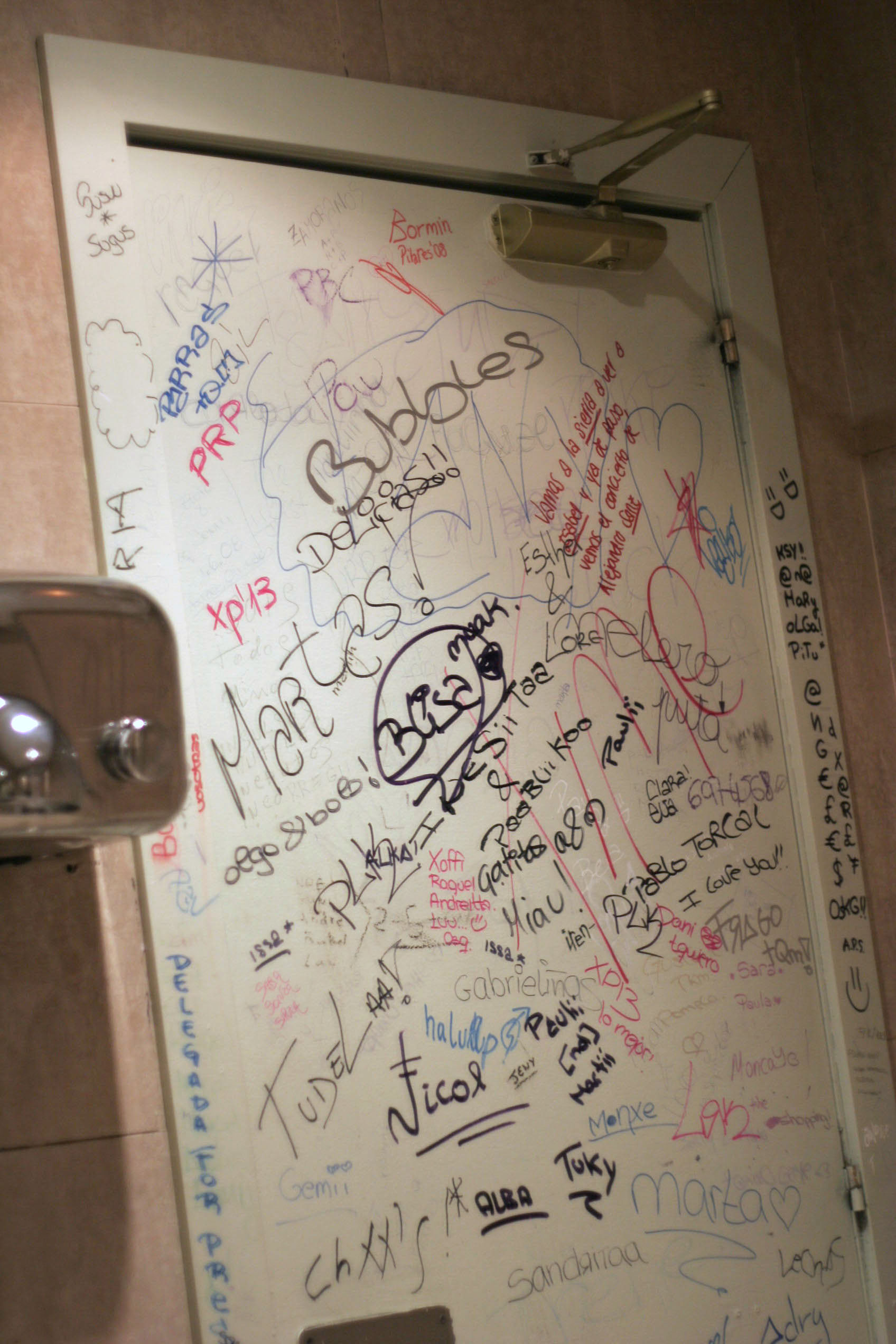
Záchodové dveře ve španělské Zaragoze

Latrinálie je označení pro anonymní nápis umísťovaný zejména na veřejné záchody. Jedná se o nápisy, které mohou a nemusí být veršované. Latrinálie se vyskytují zejména na veřejných toaletách a na toaletách různých hostinských zařízení, škol všech stupňů, kulturních zařízení apod. Některé podniky za účelem popisování stěn umísťují na toalety tzv. latrinální deníky, kde návštěvníci mohou využít prostor k psaní veršíků, příspěvků a vzkazů..
Latrinálie mohou mít různý charakter a obsah. Mezi latrinálie se mohou řadit také obrázky. Mezi latrináliemi lze nejčastěji vidět citáty různých osobností, citáty z knih a z filmů, také verše a části textů cizích autorů, rovněž vlastní autorská díla, odkazy na webové stránky. Mezi příspěvky na zdech a v latrinálních denících jsou často vzkazy ostatním návštěvníkům a komunikace mezi návštěvníky, dále obsahují kritiku společnosti nebo konkrétní osobnosti (např. „Servít je vůl“), osobní dojmy a zkušenosti či nápisy se sexuálními a fekálními náměty „Chceš-li býti správným ČECHEM, vytírej si zadek MECHEM!“ — Klíč je ve výčepu: z folklóru WC  , „Chceš-li chodit s tvrdým ptákem, musíš papat buchty s mákem!“.
V Česku se studiu latrinálií věnuje etnolog Petr Janeček.

## Etymologie
Zesnulý folklorista z Kalifornské univerzity v Berkeley Alan Dundes vytvořil v roce 1966 termín latrinalia označující graffiti, jež se nacházejí na veřejných toaletách. Dundes dával tomuto termínu přednost před označením „záchodová poezie“, protože ne všechna latrinalia jsou veršovaná nebo mají poetickou formu.
Výraz je složeninou slova latrína a afixu neboli přípony -alia, která označuje bezcenné seskupení čehokoli — v tomto případě nápisů na toaletách.